# Фогель, Герман Карл
Ге́рман Карл Фо́гель (нем. Hermann Carl Vogel; 1841—1907) — немецкий астроном.

## Биография
Родился в Лейпциге, в 1862 окончил Политехническую школу в Дрездене, в 1865—1870 работал в Лейпцигской обсерватории. Получил докторскую степень в 1870 в Йене, защитил диссертацию, посвящённую исследованию туманностей и звездных скоплений, в том же году отправился на работу в частную обсерваторию Боткамп близ Киля, где проработал до 1874. С 1874 работал в Потсдаме, принимал участие в создании Потсдамской астрофизической обсерватории и с 1882 по 1907 был её директором.
Был избран членом Берлинской Академии наук (1892), иностранным членом-корреспондентом Петербургской Академии наук (1892), иностранным членом Национальной академии наук США (1903), членом-корреспондентом Парижской Академии наук (1906).

## Вклад в науку
Основные труды Фогеля относятся к астроспектроскопии. Был одним из пионеров астроспектроскопии, в 1887 вместе с Ю. Шейнером построил усовершенствованный спектрограф, который позволял получать фотографии спектров звезд высокого качества. Проводил совместно с Шейнером систематические точные измерения лучевых скоростей звезд, составили каталог лучевых скоростей 52 звезд. Выявил совместно с Шейнером периодические изменения скорости у Алголя, а также спектральную двойственность α Девы (Спики) и β Лиры.
Совместно с Г. Мюллером выполнил визуальные наблюдения спектров 4051 звезды, в 1882 опубликовал работу «Спектроскопические наблюдения звезд» — первый спектроскопический каталог звезд до 7,5 звездной величины, охватывающий зону от 20 северного до 1 южного склонения.
Проводил спектральные наблюдения планет Солнечной системы от Меркурия до Нептуна, комет, туманностей, новых звезд; изучал в лаборатории спектральными методами вещество метеоритов с целью обнаружения в нем соединений углерода. Исследовал спектр полярных сияний.

## Награды
- Медаль Кэтрин Брюс (1906)
- Медаль Генри Дрейпера (1893)
- Золотая медаль Королевского астрономического общества (1893)

В его честь названы кратер на Луне, кратер на Марсе и астероид № 11762.

## Публикации
- Beobachtungen von Nebelflecken und Sternhaufen. Leipzig (1867)
- Bothkamper Beobachtungen. 2 Bde. Leipzig (1872/73)
- Untersuchungen über die Spektra der Planeten. Leipzig (1874)
- Die Sternhaufen im Perseus. (1878)